# Clayton (Idaho)
Clayton è una città (city) degli Stati Uniti d'America, situata nella contea di Custer, nello Stato dell'Idaho.